# Daubensand
Daubensand (elsässisch Düvesand) ist eine französische Gemeinde mit 428 Einwohnern (Stand 1. Januar 2021) im Département Bas-Rhin in der Region Grand Est (bis 2015 Elsass) in Frankreich.

## Geschichte
Von 1871 bis zum Ende des Ersten Weltkrieges gehörte Daubensand als Teil des Reichslandes Elsaß-Lothringen zum Deutschen Reich und war dem Kreis Erstein im Bezirk Unterelsaß zugeordnet.

### Bevölkerungsentwicklung
| Jahr      | 1910 | 1962 | 1968 | 1975 | 1982 | 1990 | 1999 | 2006 | 2018 |
| Einwohner | 180  | 173  | 159  | 162  | 247  | 299  | 367  | 370  | 430  |

## Wappen
Wappenbeschreibung: In Rot und erniedrigt Schwarz geteilt; auf der Teilung eine silberne Taube.

## Partnergemeinde
Schwanau in Baden-Württemberg, auf gleicher Höhe gegenüber auf der rechten Seite des Rheins gelegen, ist Partnergemeinde von Daubensand.

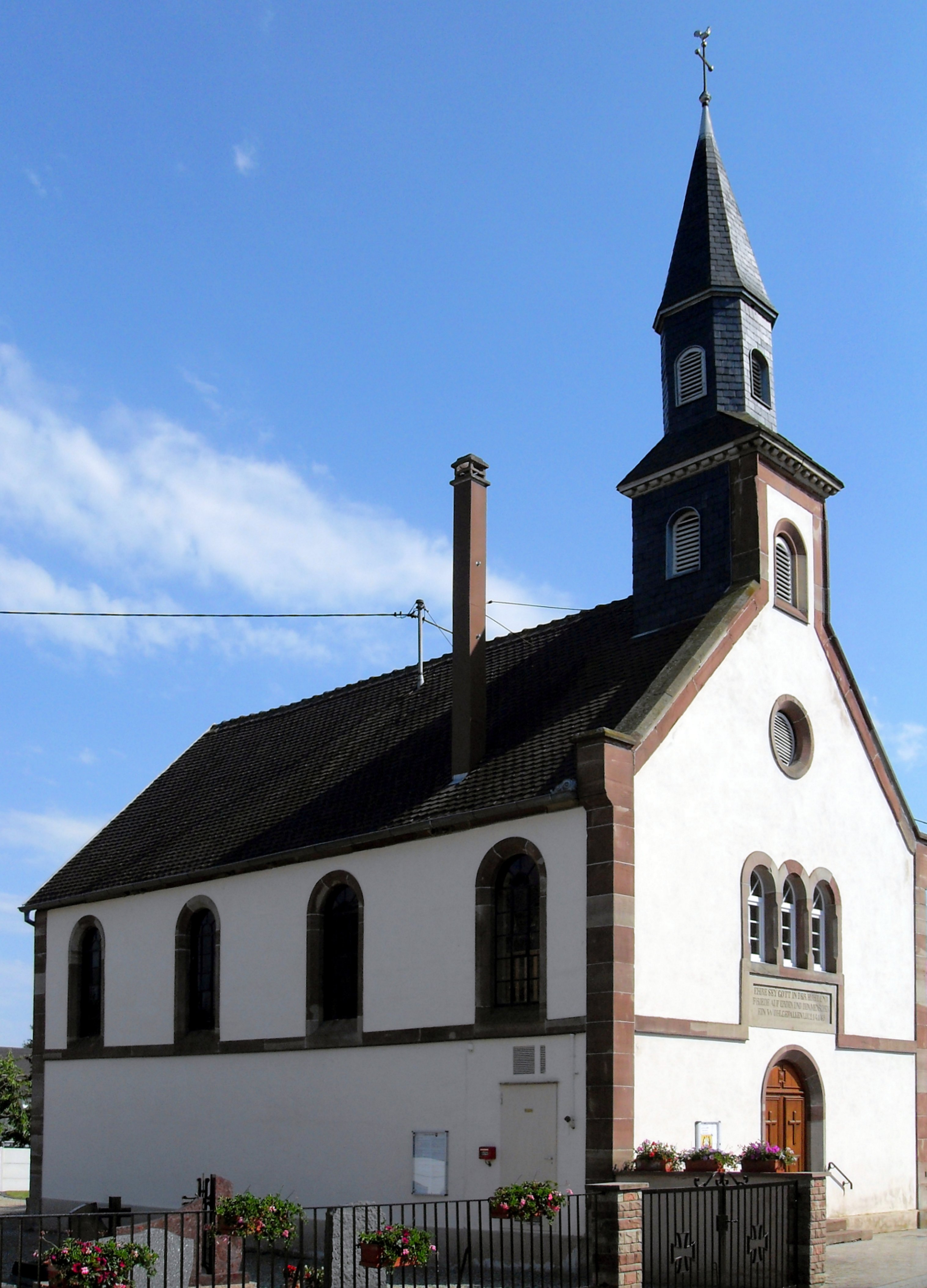
Lutherische Kirche Daubensand